# Alexandre Bleïch
Alexandre Nikolaïevitch Bleïch (en russe : Блейш, Александр Николаевич), décédé en mars 1920 à Novorossiisk, est un colonel russe des armées blanches du Sud de la Russie, vétéran de la Première Guerre mondiale.

## Révolution
En novembre 1917 Bleïch est nommé commandant du 2e régiment d’assaut d’Orenbourg, faisant partie des unités d’assaut formées sur ordre du commandant en chef des armées général Doukhonine. Initialement le régiment était destiné à protéger l’état-major général face aux attaques des bolchéviques. Le 20 novembre 1917 le régiment est envoyé vers le Don mais est défait lors de combats du 29 novembre au 6 décembre.
Fin 1917 Bleïch est promu colonel.

## Dans les armées blanches
- En mai 1918 Bleïch s’enrôle dans l’armée des volontaires.
- En juin 1918 il commande la 9e compagnie d’officiers du 1er régiment d’officiers du général Markov.
- Le 22 juin il prend le commandement du 1er bataillon et, temporairement, devient assistant du commandant du régiment.
- Du 14 au 27 septembre il reste à Ekaterinodar pour des soins ambulants puis retourne dans son régiment.

Alexandre Bleïch est blessé à l’automne 1918 et ne repris son service qu’en janvier 1919 en tant que commandant du premier bataillon. Lors des combats pour le Donbass il est de nouveau blessé fin février 1919.
- De mars à novembre 1919 il commande le 1er régiment d’officiers du général Markov.
- En novembre 1919, lors de la retraite des Forces Armées du Sud de la Russie, le 1er régiment accompli en six jours un rait de Tim à Solntsevo d’une distance d’environ 100 verstes. Bleïch attrape alors le typhus et doit quitter ses fonctions.
- Du 22 décembre au 6 janvier 1920 il commande à titre provisoire la division d’infanterie Markov à la suite du décès du général Timanovski.
- En janvier-février 1920 Bleïch est l’assistant du général Kantserov, commandant de la division.
- De février à début mars 1920 il est le chef de la division d’infanterie Markov.

En mars 1920 Alexandre Bleïch décède du typhus à Novorossiisk lors de l’évacuation de l’armée.